# Anthony Buttimer
Anthony Buttimer (Cork, 13 juli 1965) is een Iers voormalig voetbalscheidsrechter. Hij was in dienst van FIFA en UEFA tussen 2005 en 2010. Ook leidde hij wedstrijden in de Premier Division.
Op 14 juli 2005 leidde Buttimer zijn eerste wedstrijd in Europees verband tijdens een wedstrijd tussen UE Sant Julià en Rapid Boekarest in de UEFA Cup; het eindigde in 0–5 in het voordeel van de Roemenen en de Ier trok viermaal een gele kaart. Zijn eerste interland floot hij op 7 oktober 2006, toen Faeröer met 0–1 verloor van Litouwen door een doelpunt van Andrius Skerla. Buttimer deelde tijdens deze wedstrijd drie gele kaarten uit, allemaal aan spelers van Faeröer.

## Interlands
| Datum            | Plaats             | Wedstrijd                | Uitslag | Competitie           | Kreeg geel | Kreeg voor de tweede keer geel en dus rood | Weggestuurd |
| ---------------- | ------------------ | ------------------------ | ------- | -------------------- | ---------- | ------------------------------------------ | ----------- |
| 7 oktober 2006   | Tórshavn, Faeröer  | Faeröer – Litouwen       | 0 – 1   | EK 2008 kwalificatie | 3          | 0                                          | 0           |
| 28 mei 2008      | Oslo, Noorwegen    | Noorwegen – Uruguay      | 2 – 2   | Vriendschappelijk    | 1          | 0                                          | 0           |
| 1 juni 2010      | Sion, Zwitserland  | Zwitserland – Costa Rica | 0 – 1   | Vriendschappelijk    | 4          | 0                                          | 0           |
| 11 augustus 2010 | Reykjavik, IJsland | IJsland – Liechtenstein  | 1 – 1   | Vriendschappelijk    | 4          | 0                                          | 0           |